# Atilla Yoldas
Atilla Yoldas, född 1993 i Norrköping, är en svensk journalist och författare.
Yoldas var verksam som reporter och krönikör på Expressen med fokus på jämställdhetsfrågor. Han inledde sitt arbete som journalist som ungdomsreporter och krönikör på den lokala tidningen Folkbladet i Norrköping. Senare blev han skribent på sajten "Inte Rasist, Men..." och har skrivit flera debattartiklar som publicerats hos Nyheter24.
2019 debuterade han med boken Mansboken – från en kille till en annan som ges ut av bokförlaget Max Ström. Han har tidigare medverkat som författare i antologin Sverigedemokraternas svarta bok.
Yoldas tilldelades ”Expressens journaliststipendium” 2016. Han utsågs till ”en av framtidens makthavare” av sajten makthavare.se år 2017, där han placerades på plats 9 av 100. Yoldas nominerades i ”Årets Nätängel 2018” och blev finalist i kategorin ”Årets Nätängel Media”.
Sedan 2018 representerar Yoldas, som journalist, Sverige i Europeiska jämställdhetsinstitutet (European Institute for Gender Equality, EIGE).

## Lista över publicerade böcker
- 2014 - Sverigedemokraternas svarta bok (medverkan i antologi). Verbal förlag. Libris 17226480. ISBN 9789187777103
- 2019 - Mansboken – från en kille till en annan. Max Ström. Libris q1q231dbnhx870x1. ISBN 9789171264831